# St. Petersburg
Pour les articles homonymes, voir Saint-Pétersbourg (homonymie).
St. Petersburg est une ville américaine située dans le comté de Pinellas, dans l'État de Floride. En 2018, elle compte 265 098 habitants, ce qui en faisait la plus grande ville du comté et la quatrième de l'État. Elle fait partie de l'agglomération (2 647 658 habitants) et de la région métropolitaine de Tampa (4 millions d'habitants).
La ville de St. Petersburg se situe sur une péninsule entre la baie de Tampa et le golfe du Mexique. Elle est reliée vers l'est à Tampa par trois ponts — notamment le pont Gandy, réalisé par George Gandy et ouvert en 1924 — et à Bradenton au sud par le Sunshine Skyway Bridge (Interstate 275), qui traverse l'embouchure de la baie. Elle est également desservie par les Interstates 175 et 375.
On y compte en moyenne 360 jours d'ensoleillement par an, ce qui lui vaut le surnom de « ville du soleil » (« The Sunshine City »). Pour cette raison, St. Petersburg est une destination majeure pour les touristes et les retraités, notamment ceux de New York, Détroit et Chicago.

## Géographie
Selon le Bureau du recensement des États-Unis, la superficie totale de la ville est de 344 km2, dont 154 km2 de terres émergées et 190 km2 sous les eaux (55,1 %).

### Climat
St. Petersburg possède un climat subtropical avec une saison humide de juin à septembre. C’est également à cette période de l’année que passent des tempêtes tropicales et les ouragans. Cependant, la ville n’a pas été directement touchée par un cyclone depuis 1921. De plus, certains secteurs de l’agglomération ont un climat tropical, ce qui permet le développement des palmiers (Roystonea et cocotiers).
| Mois                              | jan. | fév. | mars | avril | mai | juin | jui. | août | sep. | oct. | nov. | déc. | année |
| --------------------------------- | ---- | ---- | ---- | ----- | --- | ---- | ---- | ---- | ---- | ---- | ---- | ---- | ----- |
| Température minimale moyenne (°C) | 11   | 12   | 15   | 17    | 21  | 23   | 24   | 24   | 23   | 20   | 15   | 12   | 18    |
| Température maximale moyenne (°C) | 21   | 21   | 24   | 27    | 30  | 31   | 32   | 32   | 31   | 28   | 25   | 22   | 27    |
| Précipitations (mm)               | 58   | 71   | 86   | 41    | 66  | 145  | 178  | 198  | 155  | 64   | 48   | 56   | 1 160 |

## Urbanisme et quartiers
- North Shore Historic District
- Round Lake Historic District

## Histoire

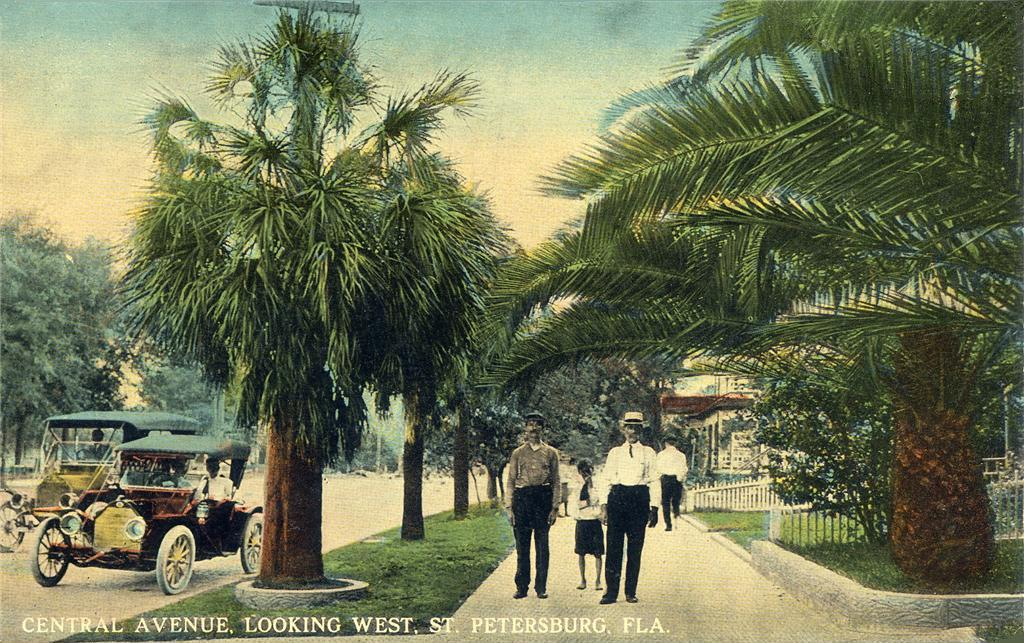
Central Avenue, vers 1910.

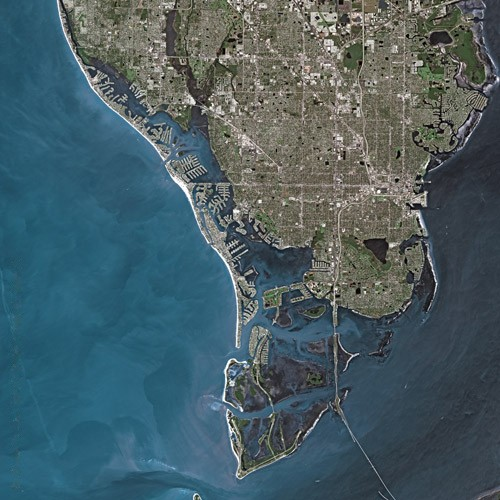
St. Petersburg vu de l’espace par le satellite Spot.

St. Petersburg fut fondée à la fin du XIXe siècle par un ancien général de l'armée unioniste, John C. Williams, qui acheta le terrain en 1876, et par Peter Demens, qui joua un rôle déterminant dans l’arrivée du chemin de fer en 1888. La ville fut officiellement fondée le 29 février 1892 avec une population totale de 300 personnes. Elle a été baptisée en l’honneur de Saint-Pétersbourg en Russie, où Peter Demens avait passé une partie de sa jeunesse. Une légende raconte que John C. Williams et Peter Demens tirèrent au sort celui qui nommerait la ville. John C. Williams baptisa le premier l'hôtel de la ville du nom de sa ville natale Détroit (Michigan)). L’éditeur originaire de Philadelphie F. A. Davis fonda le premier réseau électrique en 1897 et le premier tramway en 1904. Henry W. Hibbs, de Newport (Caroline du Nord), fonda la première industrie de la ville en 1899 : l’année suivante, la Hibbs Fish Company devint une entreprise de pêche florissante. Entre 1906 et 1908, le chenal fut approfondi, ce qui permit le passage de bateaux plus importants. La population de St. Petersburg quadrupla pour atteindre 4 127 habitants en 1910. Dès 1914, une liaison aérienne fut établie à travers la baie de Tampa pour relier St. Petersburg à Tampa. Elle fut exploitée par la St. Petersburg–Tampa Airboat Line et son premier pilote fut Tony Jannus sur un Benoist XIV.
Vers le début du XXe siècle, la vocation touristique de St. Petersburg commença à s'affirmer, avec l'arrivée de nombreux vacanciers en quête d'un climat doux et ensoleillé.
La ville poursuivit son essor après la Seconde Guerre mondiale, attirant de nombreux retraités venus du Midwest : en 1980, elle comptait 238 647 habitants. La croissance démographique ralentit dans les années 1980.

## Démographie
| Groupe                           | St. Petersburg | Floride | États-Unis |
| -------------------------------- | -------------- | ------- | ---------- |
| Blancs                           | 68,7           | 75,0    | 72,4       |
| Afro-Américains                  | 23,9           | 16,0    | 12,6       |
| Asiatiques                       | 3,2            | 2,4     | 4,8        |
| Métis                            | 2,5            | 2,5     | 2,9        |
| Autres                           | 1,5            | 3,6     | 6,2        |
| Amérindiens                      | 0,3            | 0,4     | 0,9        |
| Total                            | 100            | 100     | 100        |
|                                  |                |         |            |
| Hispaniques et Latino-Américains | 6,6            | 22,5    | 16,7       |

D’après le recensement de 2000, elle compte 248 232 habitants. Sa population est estimée à 248 098 habitants en 2006, ce qui en fait la plus grande ville du comté et la quatrième de Floride. Elle fait partie de l'agglomération (2 647 658 habitants) et de la MSA de Tampa (4 millions d’habitants).
La densité de population s’élève à 1 607 hab./km2. 21,5 % des habitants ont moins de 18 ans, 17,4 % ont plus de 65 ans.
Le revenu moyen par habitant est légèrement inférieur à celui de l’État (21 107 dollars/hab.). Le seuil de pauvreté est quant à lui un peu plus haut (13,3 %).
Selon l'American Community Survey, pour la période 2011-2015, 88,45 % de la population âgée de plus de 5 ans déclare parler l'anglais à la maison, 4,86 % déclare parler l'espagnol, 0,89 % le serbo-croate, 0,59 % le français et 5,21 % une autre langue.
| 1890 | 1900  | 1910  | 1920   | 1930   | 1940   |
| ---- | ----- | ----- | ------ | ------ | ------ |
| 273  | 1 575 | 4 127 | 14 237 | 40 425 | 60 812 |

| 1950   | 1960    | 1970    | 1980    | 1990    | 2000    |
| ------ | ------- | ------- | ------- | ------- | ------- |
| 96 738 | 181 298 | 216 159 | 238 647 | 238 629 | 248 232 |

| 2010    | - | - | - | - | - |
| ------- | - | - | - | - | - |
| 244 769 | - | - | - | - | - |

## Attractions touristiques et loisirs

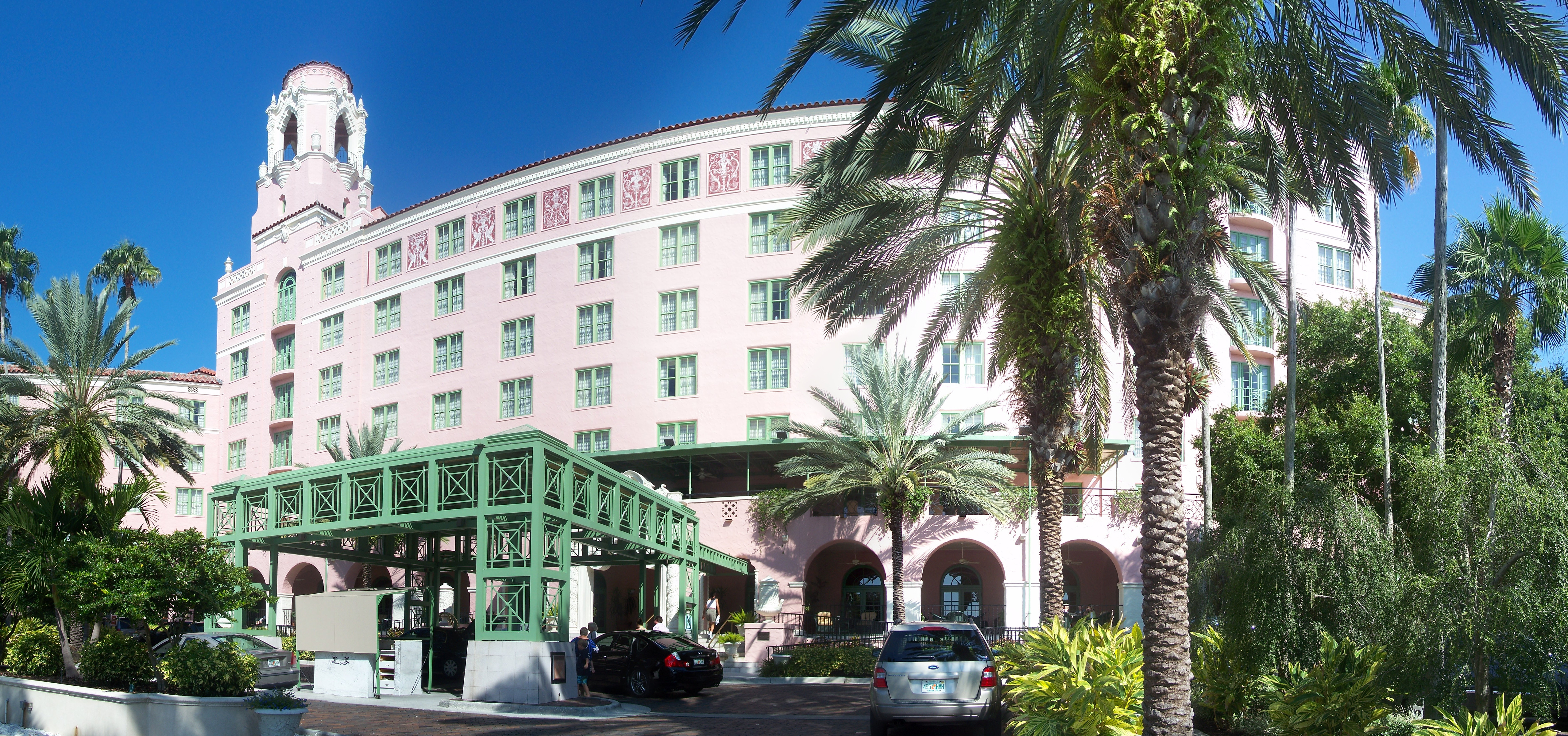
Le Vinoy Renaissance St. Petersburg Resort & Golf Club.

À l’instar de bien d’autres villes littorales américaines, St. Petersburg possède un pier qui propose de nombreuses activités : un petit aquarium, des boutiques, des restaurants, des sports nautiques. Son architecture est celle d’une pyramide inversée. C’est également sur ce site que se trouve la réplique du HMS Bounty qui servit au tournage du Les Révoltés du Bounty en 1962, de Pirates des Caraïbes : Le Secret du coffre maudit en 2006. Une foule d'activités attendent les promeneurs le long de la jetée : quais de pêche, location de scooters des mers et de voiliers, et terrain de golf miniature. Les restaurants de la 4e Rue proposent des spécialités locales. Entre octobre et mai, un marché se tient dans le centre tous les samedis matin : on peut y acheter des produits régionaux, écouter des concerts, etc. Au nord du centre, Great Explorations est un musée pour les enfants. Le Boyd Hill Nature Park sur le lac Maggiore est une réserve naturelle présentant des plantes et des animaux menacés de la baie de Tampa. Enfin, la ville est aussi réputée pour ses plages comme celle de Fort Desoto.
Le Florida Holocaust Museum est situé dans la ville. Il fut fondé par des réfugiés allemands du nazisme et vise à la transmission et à l'enseignement sur le Troisième Reich, la Shoah et les mouvements de résistance pendant la Seconde Guerre mondiale.
Baywalk est un complexe de magasins dans le centre-ville : il comprend également un cinéma IMAX (Muvico BayWalk 20). Parmi les principaux lieux de la vie nocturne, on peut citer Jannus Landing, Central Avenue district.
On trouve à St. Petersburg la plus grande collection du peintre espagnol Salvador Dalí au monde, au Salvador Dali Museum.

## Éducation
Une branche de l’université d’État est présente à St. Petersburg : l’université du Sud de la Floride St. Petersburg, ouverte en 1965, est publique et compte quelque 5 800 étudiants à la rentrée 2008. Son campus regroupe des institutions de recherche telles que le Florida Center for Teachers, le Florida Institute of Oceanography, le U.S. Geological Survey's Center for Coastal Geology et le Florida Marine Research Institute. L’université propose des doctorats en géologie, chimie, biologie marine, etc.
Les autres établissements d’enseignement supérieur sont le St. Petersburg College (1927) et le Eckerd College (1958, environ 1 800 étudiants). L’Institut Poynter, fondé par Nelson Poynter en 1975, est une école de journalisme qui possède le journal Tampa Bay Times.

## Transports
La ville est desservie par l'aéroport international de St. Petersburg-Clearwater (St. Petersburg-Clearwater International Airport code AITA : PIE, code OACI : KPIE, code FAA : PIE) situé à Clearwater et par l’aéroport de Tampa.

## Sports
La ville de St. Petersburg possède un stade de baseball couvert et entièrement climatisé, le Tropicana Field, où évoluent les Rays de Tampa Bay de la Ligue majeure de baseball, et de nombreuses autres équipes sportives comme les Rowdies de Tampa Bay. Elle accueille également chaque année le Grand Prix automobile de St. Petersburg disputé sur un circuit provisoire dans le cadre du championnat IndyCar Series.

## Jumelages
- Takamatsu (Japon)
- Saint-Pétersbourg (Russie)

## Source
- (en) Cet article est partiellement ou en totalité issu de l’article de Wikipédia en anglais intitulé « St. Petersburg, Florida » (voir la liste des auteurs).